# Critics’ Choice Super Award/Beste Schauspielerin in einem Horrorfilm

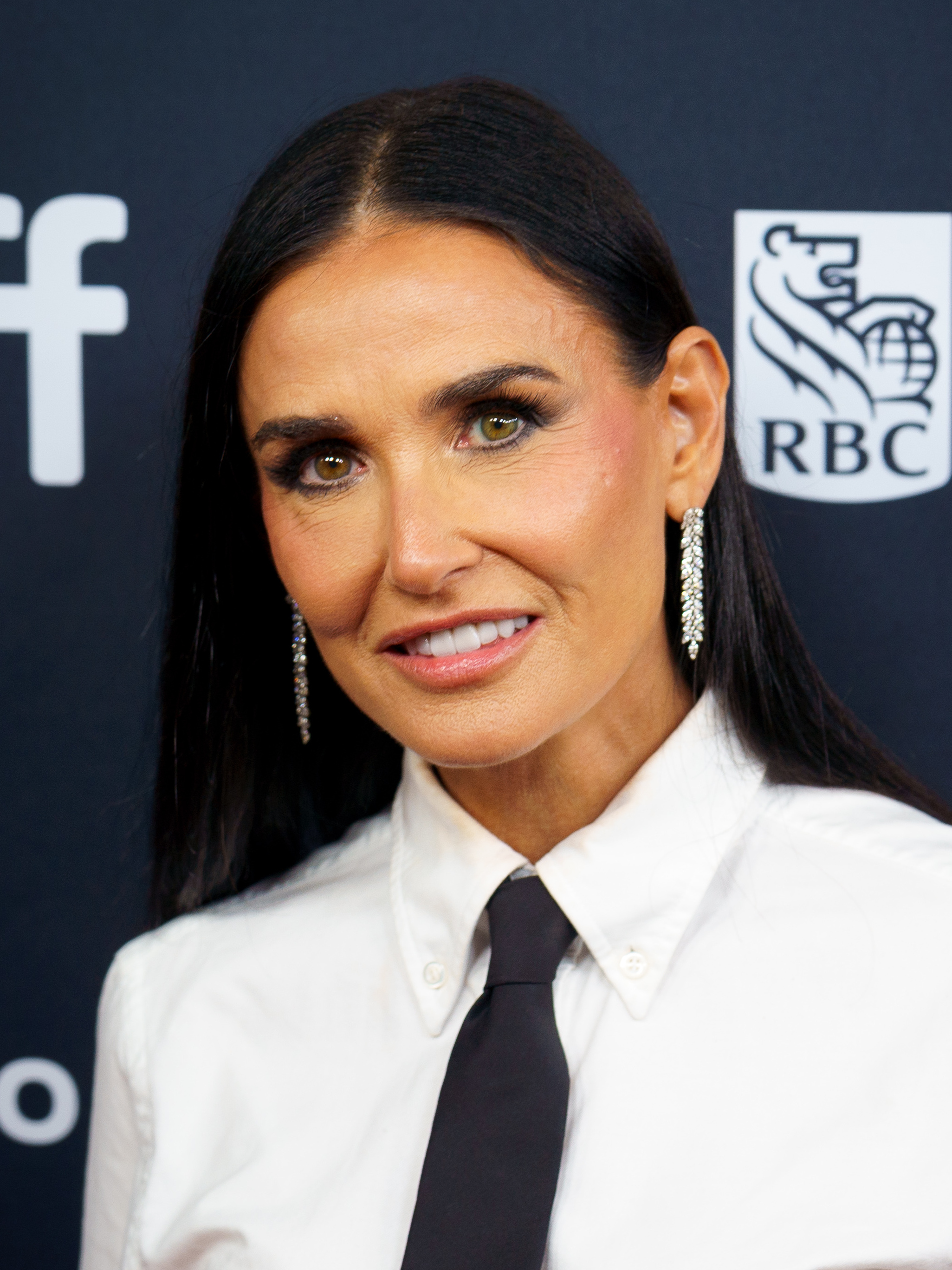
Preisträgerin 2025: Demi Moore (The Substance)

Der Critics’ Choice Super Award in der Kategorie Beste Schauspielerin in einem Horrorfilm (Originalbezeichnung: Best Actress in an Horror Movie) ist eine der Auszeichnungen, die jährlich in den Vereinigten Staaten von der Critics Choice Association (CCA) verliehen werden. Mit ihr werden die Schauspielerinnen der besten Horrorfilme des vergangenen Jahres geehrt. Die Kategorie wurde 2021 ins Leben gerufen.

## Statistik
Die Kategorie Beste Schauspielerin in einem Horrorfilm wurde zur ersten Verleihung im Januar 2021 geschaffen. Seitdem wurden an fünf verschiedene Schauspielerinnen eine Gesamtanzahl von fünf Preisen in dieser Kategorie verliehen. Die erste Preisträgerin war Elisabeth Moss, die 2021 für ihre Rolle als Cecilia Kass in Leigh Whannells Der Unsichtbare ausgezeichnet wurde. Die bisher letzte Preisträgerin war Demi Moore, die 2025 für ihre Rolle als Elisabeth Sparkle in Coralie Fargeats The Substance geehrt wurde.
| Statistik                          | Schauspielerin | Anzahl | Jahre       |
| ---------------------------------- | -------------- | ------ | ----------- |
| Häufigste Nominierungen (* = Sieg) | Rebecca Hall   | 2      | 2022, 2023  |
|                                    | Mia Goth       | 2      | 2023*, 2024 |
| Häufigste Nominierungen ohne Sieg  | Rebecca Hall   | 2      | 2022, 2023  |

## Gewinner und Nominierte
Die unten aufgeführten Filme werden mit ihrem deutschen Verleihtitel (sofern ermittelbar) angegeben, danach folgt in Klammern in kursiver Schrift der fremdsprachige Originaltitel. Die Nennung des Originaltitels entfällt, wenn deutscher und fremdsprachiger Filmtitel identisch sind. Die Gewinner stehen hervorgehoben in fetter Schrift an erster Stelle.
2021
Elisabeth Moss – Der Unsichtbare (The Invisible Man)
Haley Bennett – Swallow
Angela Bettis – 12 Hour Shift
Kathryn Newton – Freaky
Sheila Vand – Tod im Strandhaus (The Rental)
2022
Agathe Rousselle – Titane
Barbara Crampton – Jakob’s Wife – Meine Frau, der Vampir (Jakob’s Wife)
Rebecca Hall – The House at Night (The Night House)
Thomasin McKenzie – Last Night in Soho
Millicent Simmonds – A Quiet Place 2 (A Quiet Place: Part II)
Anya Taylor-Joy – Last Night in Soho
2023
Mia Goth – Pearl
Jessie Buckley – Men – Was dich sucht, wird dich finden (Men)
Aisha Dee – Sissy
Anna Diop – Nanny
Rebecca Hall – Resurrection
2024
Sophie Wilde – Talk to Me
Jenna Davis und Amie Donald – M3GAN
Mia Goth – Infinity Pool
Jenna Ortega – Scream VI
Alyssa Sutherland – Evil Dead Rise
2025
Demi Moore – The Substance
Lily-Rose Depp – Nosferatu – Der Untote (Nosferatu)
Willa Fitzgerald – Strange Darling
Sally Hawkins – Bring Her Back
Wunmi Mosaku – Blood & Sinners (Sinners)
Naomi Scott – Smile 2 – Siehst du es auch? (Smile 2)